# بولسواف پروس
بولِـسواف پروس (لهستانی: Bolesław Prus؛ ‏ Polish: [bɔˈlεswaf ˈprus] ())؛ ‏ ۲۰ اوت ۱۸۴۷ – ۱۹ مهٔ ۱۹۱۲) روزنامه‌نگار، فیلسوف و نویسنده اهل لهستان بود.
او با نام اصلی آلکساندر گلوئواتسکی (به لهستانی: Aleksander Głowacki) یکی از چهره‌های برجسته در تاریخ ادبیات و فلسفه لهستان به‌شمار می‌رود که صدایی متمایز را در ادبیات جهان مطرح کرد.

## آثار
قارچ‌های این جهان (ترجمه: شایان جوادی، مجله آتش)